# 島村俊一 (政治家)
島村 俊一（しまむら しゅんいち、1940年〈昭和15年〉8月18日 - 2009年〈平成21年〉8月15日）は、日本の政治家、岡山県瀬戸内市長（1期）。

## 来歴
岡山県出身。立命館大学法学部卒。税理士の資格を取り、瀬戸内市で税理士事務所を開く。2008年、瀬戸内市長選挙に立候補し、現職の立岡脩二を破って当選する。当選の翌年、病気が悪化し、6月に市長を辞職した。辞職後の8月に死去した。